# Calle de Bailén
La calle de Bailén es una vía urbana de Madrid, en el barrio de Palacio. Se encuentra entre la plaza de España y la plaza de San Francisco. El primer trecho que se abrió de la calle fue el comprendido entre la cuesta de San Vicente y la plaza de la Marina Española.

## Denominaciones
Se llamó calle Nueva, calle Nueva de Palacio, calle Nueva que va a Palacio y Regalada Nueva, esta última por la casa que existía en la esquina con la calle del Río, denominada La Regalada, donde se guardaban los caballos regalados a los reyes. Se llamó también Caballerizas Nueva porque estas estuvieron situadas donde hoy están los jardines de Sabatini. Desde 1835 recibe el nombre de Bailén en recuerdo de la victoria del general Francisco Javier Castaños sobre las tropas francesas en Bailén, durante la guerra de Independencia.

## Características

Calle de Bailén en la década de 1960

Al comienzo de la calle se hallan los jardines de Sabatini, que ocupan el solar de las antiguas Caballerizas, construidas por Francesco Sabatini y el Palacio del Senado. A continuación se levanta el Palacio Real, construido por Sabatini (entre otros arquitectos) en el mismo lugar donde se alzaba el Alcázar de los Austrias, destruido por un incendio en la Nochebuena de 1734. Y, haciendo esquina con la cuesta de la Vega está la catedral de la Almudena, inaugurada en 1992 por el papa Juan Pablo II.
La calle de Bailén cruza la de Segovia gracias al Viaducto que comunica el antiguo cerro del Palacio Real con el de las Vistillas, donde se hallaba el barrio moro. En la acera de enfrente, esquina a la calle del Río se construyó en 1992 la ampliación del Senado y en la esquina con la plaza de la Marina Española se halla el palacio del Marqués de Grimaldi, o de Godoy.
En el número 11 vivió el poeta Amado Nervo. En la esquina con la calle Mayor se alzaba la iglesia más antigua de Madrid, la de Santa María de la Almudena, derribada en 1868 para la construcción del Viaducto. Igualmente fue derribada la casa del marqués de Malpica, que obstruía la prolongación de la calle de Bailén.
Durante unas excavaciones acometidas para la reforma de la plaza de España y su entorno, se descubrieron en la calle una serie de restos del palacio de Godoy, que había sido demolido parcialmente en la primera mitad del siglo XX.
Actualmente, parte de la calzada está destinada a los peatones, concretamente, el tramo desde la plaza de España (donde se encuentra la entrada trasera al Senado) hasta la catedral de la Almudena. El tráfico discurre por un túnel subterráneo.